# Lisa Theresa Hauserová
Lisa Theresa Hauserová (* 16. prosince 1993 Kitzbühel) je rakouská biatlonistka a mistryně světa biatlonu ze závodu s hromadným startem z Mistrovství světa 2021 a držitelka několika dalších medailí z mistrovství světa. V sezóně 2020/21 získala malý křišťálový glóbus za prvenství ve vytrvalostních závodech.
Ve světovém poháru zvítězila v pěti individuálních závodech, poprvé ve vytrvalostním závodě v Anterselvě v lednu 2021. V kolektivních závodech s krajanem Simonem Ederem zvítězila dvakrát v závodech smíšených dvojic ve finském Kontiolahti v sezóně 2016/17 a ve švédském Östersund v sezóně 2017/18.

## Výsledky

### Olympijské hry a mistrovství světa
Hauserová je šestinásobnou účastnicí Mistrovství světa v biatlonu a dvojnásobnou účastnicí zimních olympijských her. Jejím nejlepším výsledkem v závodech jednotlivců je sedmé místo z vytrvalostního závodu ze švédského Östersundu v roce 2019. V týmovém závodě se smíšeným týmem dokázala skončit dvakrát na pátém místě.
| Sezóna  | D   | Místo                | SP  | SZ  | HZ  | IZ  | ŠT  | SŠT | SZD | Věk    |
| ------- | --- | -------------------- | --- | --- | --- | --- | --- | --- | --- | ------ |
| 2012/13 | MS  | Nové Město na Moravě | –   | –   | –   | –   | 19. | –   | ×   | 19 let |
| 2013/14 | ZOH | Soči                 | 27. | 38. | –   | 35. | –   | 8.  | ×   | 20 let |
| 2014/15 | MS  | Kontiolahti          | 24. | 22. | 14. | 26. | 11. | 5.  | ×   | 21 let |
| 2015/16 | MS  | Oslo                 | 16. | 20. | 21. | 13. | 12. | 5.  | ×   | 22 let |
| 2016/17 | MS  | Hochfilzen           | 23. | 26. | 25. | 61. | DSQ | 9.  | ×   | 23 let |
| 2017/18 | ZOH | Pchjongčchang        | 62. | –   | –   | 41. | –   | 10. | ×   | 24 let |
| 2018/19 | MS  | Östersund            | 70. | –   | –   | 7.  | 16. | –   | 8.  | 25 let |
| 2019/20 | MS  | Anterselva           | 17. | 8.  | 9.  | 51. | 12. | 8.  | 6.  | 26 let |
| 2020/21 | MS  | Pokljuka             | 9.  | 2.  | 1.  | 4.  | 7.  | 2.  | 6.  | 27 let |
| 2021/22 | ZOH | Peking               | 4.  | 7.  | 11. | 17. | 9.  | 10. | ×   | 28 let |
| 2022/23 | MS  | Oberhof              | 13. | 27. | 9.  | 32. | 5.  | 4.  | 2.  | 29 let |
| 2023/24 | MS  | Nové Město na Moravě | 34. | 22. | 6.  | 22. | 8.  | –   | 9.  | 30 let |
| 2024/25 | MS  | Lenzerheide          | 26. | 15. | 12. | 30. | 4.  | –   | 8.  | 31 let |

Poznámka: Výsledky z olympijských her se do hodnocení světového poháru nezapočítávají; výsledky z mistrovství světa se dříve započítávaly, od mistrovství světa v roce 2023 se nezapočítávají.

### Juniorská mistrovství
Zúčastnila se tří juniorských šampionátů v biatlonu. Celkově na těchto šampionátech získala dvě stříbrné a čtyři bronzové medailí, z toho čtyři byly individuální a dvě vybojovala se štafetami.
| Sezóna  | D   | Místo        | SP  | SZ  | IZ  | ŠT | Věk    |
| ------- | --- | ------------ | --- | --- | --- | -- | ------ |
| 2011/12 | MSJ | Kontiolahti  | 3.  | 15. | 11. | 3. | 18 let |
| 2012/13 | MSJ | Obertilliach | 3.  | 7.  | 2.  | 8. | 19 let |
| 2013/14 | MSJ | Presque Isle | 17. | 12. | 2.  | 3. | 20 let |

## Vítězství v závodech světového poháru

### Individuální
| Č.                           | sezóna    | datum             | místo               | disciplína                |
| ---------------------------- | --------- | ----------------- | ------------------- | ------------------------- |
| 1.                           | 2020/2021 | 21. ledna 2021    | Anterselva, Itálie  | vytrvalostní závod        |
| 2.                           | 2020/2021 | 21. února 2021    | Pokljuka (MS)       | závod s hromadným startem |
| 3.                           | 2021/2022 | 2. prosince 2021  | Östersund, Švédsko  | sprint                    |
| 4.                           | 2022/2023 | 3. prosince 2022  | Kontiolahti, Finsko | sprint                    |
| 5.                           | 2022/2023 | 18. prosince 2022 | Annecy, Francie     | závod s hromadným startem |
| – závod na mistrovství světa |           |                   |                     |                           |

### Kolektivní
| Č. | sezóna    | datum              | místo               | disciplína           |
| -- | --------- | ------------------ | ------------------- | -------------------- |
| 1. | 2016/2017 | 12. března 2017    | Kontiolahti, Finsko | smíšený závod dvojic |
| 2. | 2017/2018 | 26. listopadu 2017 | Östersund, Švédsko  | smíšený závod dvojic |